# Маріян Соколовський
Соколовський Маріян (пол. Marian Sokołowski; 1839–1911) — польський мистецтвознавець, професор Краківського університету (з 1882 р.), член Польської академії наук.
Дослідження з історії архітектури і малярства, серед інших «Badania archeologiczne na Rusi galicyjskiej» (1883), «О malarstwie ruskiem» (1885), «Bizantyńska і ruska średniowieczna kultura» (1888), «Sztuka cerkiewna» (1889). Входив до складу журі конкурсу на проект пам'ятника Анджею Потоцькому у Львові (1910).

## Нагороди
- Лицарський хрест ордена Леопольда (1901)[3],